# Placyda
Placyda – żeński odpowiednik imienia Placyd. Zdrobnienia to Cytka, Cysia, Platusia. Istnieją święte i błogosławione tego imienia. 
W XIX wieku imię pojawiało się sporadycznie. Popularne było w Hiszpanii. W XXI wieku jest w Polsce nadal rzadkie. W styczniu 2025 r. w rejestrze PESEL, wśród publicznie dostępnych danych dotyczących osób żyjących, wykazano 7 kobiet o imieniu Placyda nadanym jako imię pierwsze. 
Placyda imieniny obchodzi 4 marca i 15 czerwca.

## Kobiety o imieniu Placyda
- Placydia – córka cesarza rzymskiego
- Elia Galla Placydia – cesarzowa rzymska
- Placyda Bukowska – polska malarka
- Placyda Viel – francuska błogosławiona[4]